# Донецк вечерний
«Донецк вечерний» — республиканская газета Донецкой народной республики. Основана в октябре 2015 года.

## История
После начала вооружённого конфликта на востоке Украины редакция донецкой газеты Вечерний Донецк отказалась сотрудничать с властями Донецкой народной республики, поэтому власти ДНР начали издание газеты под названием «Донецк вечерний». Газета начала выпускаться с октября 2015 года.

## Содержание
В газете публикуются материалы на политическую, экономическую и социальную тематику, по вопросам науки, образования, культуры, спорта, истории донецкого края, по теме патриотического воспитания. На постоянной основе публикуются полезные советы, юридические консультации, программа местных телеканалов и развлекательные материалы.